# 129-й отдельный разведывательный батальон (Украина)
129-й отдельный разведывательный батальон — подразделение военной разведки Вооруженных сил Украины. Сформировано в 2014 году в соответствии с общей директивой Министерства обороны Украины и Генерального штаба Вооруженных Сил Украины от 25 ноября 2014 года, а также приказом командующего войсками оперативного командования «Юг» от 29 ноября 2014 года. Базируется в пгт Никольское Донецкой области. Подчинен оперативному командованию «Восток».

## История
Воинская часть была сформирована Мариупольским объединенным городским военным комиссариатом Донецкой области. Срок формирования в соответствии с общей директивой Министерства обороны и Генерального штаба ВСУ был определен до 29 декабря 2014 года.

## Структура
- управление
- 1 разведывательная рота
- 2 разведывательная рота
- рота глубинной разведки
- зенитный ракетный взвод
- ремонтный взвод
- полевой узел связи